# Potentilla stewartiana
Potentilla stewartiana är en rosväxtart som beskrevs av M. Shah och C.C. Wilcock. Potentilla stewartiana ingår i Fingerörtssläktet som ingår i familjen rosväxter. Inga underarter finns listade i Catalogue of Life.